# Missong
Missong (ou Bijong, Mijong, Misong) est un village du Cameroun situé dans la région du Nord-Ouest, le département du Menchum et l'arrondissement de Fungom (commune de Zhoa), à proximité de la frontière avec le Nigeria.
À pied, Missong se trouve à 30 min d'Abaar.

## Population
En 1970 Missong comptait 360 habitants, en 1987, 310.
Lors du recensement de 2005, on y a dénombré 433 personnes.
On y parle notamment le mungbam (ou abar ou missong), une langue en voie de disparition.